# Boltpistol
 Der er for få eller ingen kildehenvisninger i denne artikel, hvilket er et problem. Du kan hjælpe ved at angive troværdige kilder til de påstande, som fremføres i artiklen.

En boltpistol  er et værktøj/instrument, der bruges til bedøvelse af dyr inden slagtning.
En korrekt bedøvelse ved slagtning af et dyr er nødvendig for at forhindre smerte og lidelse for dyret under den blødningsproces  (åreladning), som er nødvendig for at undgå at kødet fordærves. Princippet bag boltpistol-bedøvelsen er udførelse af et hårdt slag på dyrets pande ved hjælp af en bolt. Det hårde slag med bolten kan ødelægge en del af dyrets hjerne.
Bolten selv er en tung stang fremstillet af en ikke-rustende metallegering, som f.eks rustfrit stål. Bolten holdes på plads inde i en cylinder ved hjælp af gummiskiver. Bolten er sædvanligvis ikke  synlig i en cylinder i god stand. Bolten aktiveres ved hjælp af pistolens aftrækker og drives fremad ved hjælp af komprimeret luft. Efter det kraftig slag på panden af dyret, returnerer bolten til cylinderen.
Boltpistolen blev opfundet i 1903 af Dr. Hugo Heiss,  direktør for et slagteri i Straubing, Tyskland.
Boltpistoler findes i tre typer:
- med gennemtrængende bolt,

- med ikke-gennemtrængende bolt, og

- med fri bolt.

## Boltpistol med gennemtrængende bolt
Ved anvendelsen af boltpistol med gennemtrængende bolt sker bedøvelsen ved hjælp af en spids bolt, der drives af trykluft eller en løs patron. Bolten gennemtrænger kraniet af dyret og  går ind i hjernen, hvor bolten  skader cerebrum og en del af cerebellum. På grund af hjernerystelsen, ødelæggelsen af vitale hjernecentre og en stigning i trykket i hjernen mister dyret bevidstheden. Denne fremgangsmåde er for øjeblikket den mest effektive form for bedøvelse, idet den fysisk ødelægger hjernen og dermed forøges  sandsynligheden for en vellykket bedøvelse, samtidig forbliver hjernestammen intakt, hvorved det sikres at hjertet fortsætter med at slå, så der sker en vellykket blødning/åreladning. En ulempe ved denne metode er, at hjernemasse vandrer ind i blodet, og kan forurene andet væv med f.eks bovin spongiform encephalopati (BSE, almindeligvis kendt som kogalskab).Brug af boltpistoler med gennem-trængende bolt er derfor  stort set ophørt, for at minimere risikoen for overførsel af sygdomme.

## Boltpistol med ikke-gennemtrængende bolt
Ved anvendelsen af en boltpistol med en ikke-gennemtrængende bolt sker bedøvelsen  med en bolt, der er stump med en svampe-formet spids. Bolten rammer panden med stor kraft og  returnerer til cylinderen uden at trænge ind i hjernen. Den fremkomne hjernerystelse forårsager bevidstløshed hos dyret. Boltpistolen, også kendt som Cash-knocker og hammerboltpistol er et krav til semihalalslagtning. Pga. dens større fejlrate, kræver man i Danmark at der er en penetrerende boltpistol inden for rækkevidde for at kunne bedøve dyret korrekt, såfremt hammerboltpistolen svigter, og dyret ikke bliver bedøvet, eller bliver bedøvet utilstrækkeligt. I sidstnævnte tilfælde riskerer man at dyret vågner op under slagtningen med store lidelser til følge. Denne type boltpistol  er mindre driftssikker til at påføre omgående og permanent bevidstløshed end en boltpistol af den gennem-trængende type, men boltpistolen af den ikke-gennemtrængende type  har fået en genopblussen af sin popularitet på grund af bekymringerne  om kogalskab. I EU er anvendelse af boltpistol af den ikke-gennemtrængende type et krav ved slagtning af dyr, der skal anvendes i den farmaceutiske industri.

## Boltpistol med fri bolt
En boltpistol med fri bolt bruges i nødsituationer til bedøvelse ved aflivning af større dyr, der ikke kan fastholdes. Denne boltpistol  afviger fra en »rigtig« boltpistol pistol ved, at bolten/projektilet ikke returnerer til cylinderen. Denne type boltpistol kan derfor sammenlignes  med en krudt-aktiveret sømpistol eller et konventionelt skydevåben.  Denne type kan kun anvendes,  når den trykkes fast mod en overflade, der typisk er dyrets pande.  Boltpistolen affyrer et lille projektil der gennemtrænger dyrets kranium. Dyrlægen kan så enten lade dyret dø af såret eller give det en dødelig dosis lægemiddel.

## Brug af boltpistol
Boltpistoler er sikrere at bruge end almindelige skydevåben, idet der ikke er fare for at bolten rikochetterer (forsætter sin bevægelse for eksempel bagud) eller trænger for langt ind i hjernen.
Patronerne anvender typisk 130 til 190 mg røgfrit krudt, men der kan anvendes op til 450 mg til store dyr som tyre. Hastigheden af bolten er sædvanligvis 55 meter per sekund (198 km i timen) ved bedøvelse af små dyr og 75 m per sekund (270 km i timen) ved bedøvelse af store dyr.
Ved anvendelse af boltpistoler placeres pistolen forskelligt afhængigt af dyrets art:
- Afhornede husdyr (afhorning af husdyr foretages for at forhindre skader på andre husdyr, mennesker eller staldinventar): midt i panden og skuddet rettes mod spiserøret.

- Nogle afhornede dyr som gammelt Herefordkvæg, der har for meget hår på panden, og tyre, som har alt for tykt et kranium, bedøves på bagsiden af hovedet.  Metoden kan gøre dyret bevidstløst, men kræver  øvelse, da placeringen af bolten er vanskeligere.

- Andet kvæg: Ved eller under skæringspunktet for to imaginære linjer trukket fra bunden af hvert horn til den indre øjenkrog på modsatte øjet.

- Svin: På panden på et punkt 25 mm over øjnene med skuddet rettet mod spiserøret.

- Får og geder: Som udgangspung under det fremspring, der løber under hornene. Skuddet rettes mod spiserøret. Men den præcise placering afhænger af racen. Se fødevarestyrelsens vejledning Arkiveret 24. oktober 2017 hos  Wayback Machine